# Commission royale d'enquête sur les perspectives économiques du Canada
La Commission royale d'enquête sur les perspectives économiques du Canada, aussi connue sous le nom de Commission Gordon, a été mise sur pied par le gouvernement de Louis St-Laurent en 1955 afin de faire le point sur la situation de l'économie canadienne. Le rapport final de la commission, dirigée par le comptable Walter L. Gordon, a souligné la sévérité des disparités régionales à travers le Canada en plus de s'inquiéter des politiques gouvernementales trop favorables aux capitaux étrangers.
Les préoccupations exprimées dans le rapport Gordon ont donné lieu à des programmes de développement économiques, dans un premier temps dans les régions rurales, puis au niveau provincial et interprovincial. Elles ont également lancé dans le débat public la question des investissements directs américains au Canada qui ont trouvé écho dans les recommandations du rapport Watkins (1968) et Gray (1972) et qui ont mené aux politiques économiques nationalistes du gouvernement Trudeau au début des années 1970.